# Hordes
Pour les articles homonymes, voir Hordes (homonymie).
 (juin 2009).
Si vous disposez d'ouvrages ou d'articles de référence ou si vous connaissez des sites web de qualité traitant du thème abordé ici, merci de compléter l'article en donnant les références utiles à sa vérifiabilité et en les liant à la section « Notes et références ».
Hordes est un jeu de bataille de figurine à l'échelle 30 mm produit par Privateer Press. Le jeu a été annoncé pour la première fois à la GenCon 2005 et les premiers produits sont sortis en 2006. 
Les Règles d'introduction Rapide et les cartes de références des figurines composant les warpacks furent mises en ligne sur le site d'éditeur quelques mois avant la sortie du produit.

## Particularités du jeu
Hordes est similaire à Warmachine sur bien des aspects. La résolution des actions est rigoureusement identique : il faut jeter deux dés, ajouter au résultat obtenu la caractéristique impliquée et comparer le total au montant adverse. Les autres règles ne divergent pas davantage d'avec Warmachine, la seule différence de taille étant la gestion de la Fury, qui remplace le Focus.
À la tête de toutes les armées de Hordes se trouve un Warlock, un puissant sorcier qui utilise de la Fury afin de jeter des sorts et de soigner les blessures. Les factions de Hordes n'utilisent pas de Warjacks, mais des Warbeasts, d'énorme créatures sauvages. Le Warlock peut "forcer" ses warbeasts à accomplir différentes actions qu'elles ne pourraient pas effectuer en temps ordinaire, comme charger, courir, attaquer plusieurs fois, etc. À chaque fois qu'une Warbeast est forcée, elle génère un point de Fury que le warlock peut drainer pour remplir sa réserve. S'il ne le fait pas, la warbeast peut perdre le contrôle d'elle-même : elle entre alors dans une véritable frénésie, ce qui peut la pousser à s'en prendre aux troupes du joueur voire à son warlock ! 
Une warbeast est plus autonome qu'un warjack, mais la mort d'une seule d'entre elles affaiblit immédiatement le warlock en le privant d'un apport potentiel de Fury. Si toutes les warbeasts sont mortes, le warlock se retrouve alors en grande difficulté, puisqu'il risque de se trouver privé de Fury dans un délai très bref.
Le livre des régles de Hordes a pour titre Primal. Il contient toutes les règles de Hordes, ainsi que les listes d'armées des quatre factions régulières, plus quelques Minions (mercenaires) qui peuvent être embauchés par plusieurs armées.

## Les Factions
- Les Trollbloods : Ils forment un groupement de différentes espèces de trolls. Fatigués d'être repoussés toujours plus loin au cœur de territoires pauvres en ressources par l'expansion des différents royaumes humains, les Trollbloods cherchent à se tailler leur propre royaume. Pour le moment, cette faction rassemble des espèces aussi diverses que les Trollkins, les Trolls Pygmées (surnommés "Pygs"), les Pyrotrolls, et les Trolls Sanguinaires. Matt Wilson a souligné que les Trollbloods seraient la faction de référence pour le développement de l'intrigue du jeu, exactement comme le Cygnar pour Warmachine. Tous les types de trolls sont extrêmement robustes, l'armée excelle au corps à corps mais n'est pas dépourvue au tir et les warlocks disposent de beaucoup de sorts d'assistance pour les troupes, ce qui implique de jouer façon "boite de conserve" pour que la majeure partie de l'armée bénéfice des sorts de zone.

- Le Cercle d'Orboros : C'est une assemblée composée  de puissants druides. Ils sont très rapides, adeptes des frappes éclair et leur magie est extrêmement puissante. Les Druides vénèrent le grand cycle naturel : Orboros, c'est pourquoi il se doivent de faire régner un certain équilibre entre la nature et la civilisation. En pratique, les Druides s'embarrassent assez peu de moralité, ils ont ainsi essayé de manipuler diverses tribus de Trollkins pour s'en servir comme chair à canon. On trouve plusieurs warbeasts décrites dans le Monsternomicon dans cette armée : le Gorax, le Luopomorphe, l'Argus et les puissants constructs élémentaux que sont les Veilleurs et Gardiens de la Lande. Les Tharns, une race de barbare humains maudits œuvrent également pour les druides. C'est également l'armée la plus mobile d'Hordes.

- La Légion d'Everblight est une armée composée de créatures hideusement déformées par la corruption draconique du dragon Everblight, dont l'athanc a été récemment libéré du réceptacle magique au sein duquel les elfes de Ios l'avaient emprisonné. C'est Thagrosh, un Ogrun égaré, qui, en succombant à l'influence néfaste du dragon, a permis sa libération. Il est connu désormais sous le surnom du Prophète d'Everblight. Tous les warlocks de la Légion portent un petit éclat de l'athanc en eux. Les warbeasts de la Légion sont des rejetons draconiques, de monstreuses créatures sans yeux, créées à partir du sang du dragon. Les autres forces de la Légion sont composées d'elfes Nyss corrompus et de quelques Ogruns ayant subi le même sort. La Légion est assez fragile mais en contrepartie excelle au combat à distance et elle est des plus mobiles.

- Les Skornes : Il s'agit d'une race belliqueuse à la civilisation millénaire originaire des Marches Sanglantes, des étendues désertiques très hostiles situées à l'est du Cygnar. Leur société clanique évoque le Japon d'avant l'ère Meiji. Les Skornes sont très cruels, et ont élevé la torture au rang d'art : toutes leurs warbeasts sont conditionnées pour obéir à des stimuli douloureux bien précis. Hautement militaristes, les Skornes sont la seule race athée des Royaumes d'Acier : ils vouent un culte à leurs ancêtres, les âmes des plus méritants étant enchâssées dans des Pierres Esprits, ce qui leur assurent une forme d'immortalité léthargique. À la suite de sa déposition par son jeune frère Leto, Vinter Raelthorne IV a réussi à s'enfuir dans les Marches Sanglantes. Nombreux furent ceux qui le crurent mort, mais le tyran, aidé par ses capacités martiales exceptionnelles et par ses quelques fidèles, réussit à unifier l'empire skorne jusqu'ici divisé en centaines de maisons rivales. Le Conquérant (surnom que lui donne les Skornes) cherche désormais à retrouver son trône avec l'aide de ses nouveaux alliés.